# Bolsa de Valores de Malta
A Bolsa de Valores de Malta (em em maltês:  Borża ta' Malta), originalmente conhecido como Casino della Borsa, é a bolsa de valores da nação insular de Malta. Desde a sua criação em 1992, a Bolsa tem sido fundamental para a angariação de capital para o sector privado através da emissão de obrigações de empresas e ações, enquanto praticamente toda a dívida nacional do Governo de Malta foi emitida sob a forma de obrigações do Governo de Malta e títulos do tesouro listados e negociados no mercado secundário.
A base de investidores é composta por mais de 75.000 investidores individuais, um número significativo tendo em conta a dimensão económica de Malta (PIB de 8.796 milhões de euros em 2015) e a população (434.403 em 2016). O foco da Bolsa de Valores de Malta é continuar a desenvolver e apoiar o mercado doméstico, ao mesmo tempo em que atrai empresas internacionais para listar na Bolsa e aproveitar a possibilidade de passaporte dentro da UE que isso traz. Também investiu fortemente no uso de tecnologia e utiliza a plataforma de negociação Xetra.
O Presidente do Conselho da Bolsa de Valores de Malta é Joseph Portelli, e o CEO é Simon Zammit.

## História

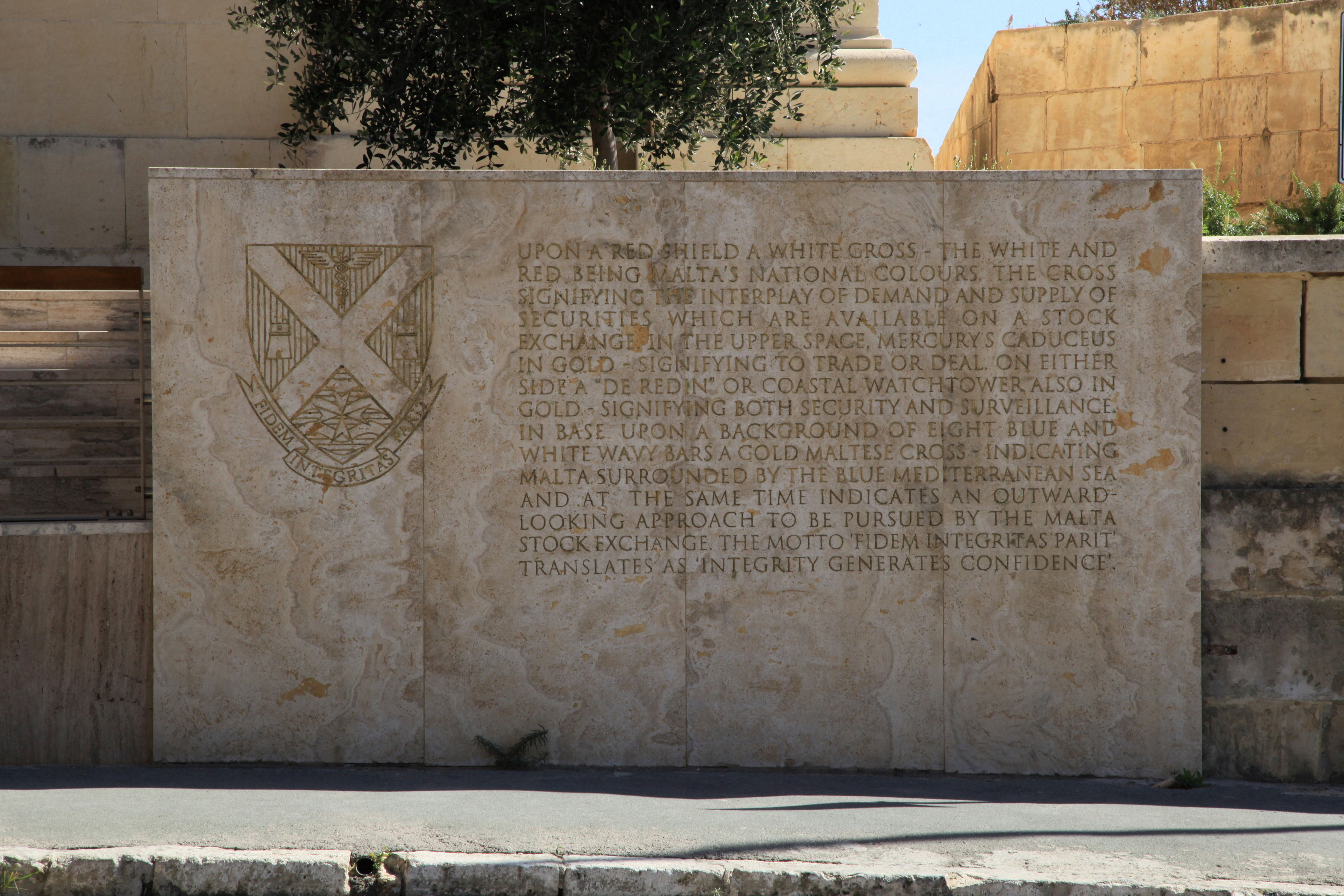
Emblema da Bolsa de Valores de Malta

A Bolsa foi criada com a promulgação da Lei da Bolsa de Valores de Malta em 1990 e iniciou suas operações comerciais em 8 de janeiro de 1992. O Banco Central de Malta foi originalmente nomeado supervisor da Bolsa e agora está sob a supervisão da Autoridade de Serviços Financeiros de Malta (MFSA).
Em 1999, a Bolsa mudou-se para o antigo edifício da Capela da Guarnição na Praça Castille, Valletta. Este edifício icônico foi construído em 1857 nos projetos de T.M. Ellis e foi usado como local de culto multidenominacional até 1950. A antiga igreja foi então usada para fins de entretenimento, como correio e escola naval, antes de ser tomada e amplamente renovada pela Bolsa. É conhecido desde então como o Exchange Building ou The Borsa. A Bolsa está localizada perto do Gabinete do Primeiro Ministro no Auberge de Castille e nos Jardins Upper Barrakka.
Em 2013, a Bolsa alcançou o status de Mercado de Títulos Offshore Designado pela Comissão de Valores Mobiliários dos EUA, complementando o reconhecimento HM Revenue and Customs que havia sido obtido das autoridades do Reino Unido em 2005.